# ゲイル・モーエン
ゲイル・アンネシュ・モーエン（Geir Anders Moen、1969年6月26日 ‐ ）は、ノルウェー・オスロ出身で短距離走が専門の元陸上競技選手。
100mで10秒08、200mで20秒17、室内60mで6秒65の自己ベストを持つ、3種目の元ノルウェー記録保持者。
1995年ヨーテボリ世界選手権男子200mのファイナリスト（6位）、1995年バルセロナ世界室内選手権男子200mの金メダリストである。

## 経歴
1994年8月のヘルシンキヨーロッパ選手権に出場すると、男子100mはリンフォード・クリスティ（10秒14）に次ぐ10秒20（-0.5）の2位で惜しくも金メダルは逃したが、この種目では1946年オスロ大会のHaakon Tranberg（銀メダル）以来、ノルウェー勢2人目のメダリストとなった。男子200mは20秒30（-0.1）のノルウェー新記録（当時）で優勝し、200mでは女子も含めノルウェー勢初の金メダリストとなった。これはヨーロッパ選手権の短距離種目においてノルウェー勢が獲得した初の金メダルでもあった。
1995年3月のバルセロナ世界室内選手権男子200mに出場すると、予選と準決勝を全体1位のタイムで突破し、世界大会で初のファイナリストとなった。決勝では20秒58をマークし、トロイ・ダグラス（20秒94）やセバスティアン・カイテル（20秒98）を破り金メダルを獲得した。これは世界室内選手権においてノルウェー勢が獲得した初の金メダルであり（全種目通じて）、シニア世界大会（オリンピック・世界選手権・世界室内選手権）の短距離種目においてノルウェー勢が獲得した初の金メダルでもあった。
1995年8月のヨーテボリ世界選手権男子200mに出場すると、準決勝を20秒32（+0.3）の組3着で突破し、200mでは女子も含めノルウェー勢初のファイナリストとなったが、決勝は20秒51（+0.5）とタイムを落とし6位に終わった。

## 自己ベスト
記録欄の（　）内の数字は風速（m/s）で、+は追い風を意味する。
| 種目 | 記録          | 年月日        | 場所             | 備考             |
| 屋外 | 屋外          | 屋外          | 屋外             | 屋外             |
| ---- | ------------- | ------------- | ---------------- | ---------------- |
| 100m | 10秒08 (+0.6) | 1996年8月16日 | クリスチャンサン | 元ノルウェー記録 |
| 200m | 20秒17 (+1.8) | 1996年9月1日  | リエーティ       | 元ノルウェー記録 |
| 300m | 33秒81        | 2002年8月27日 | ヨーテボリ       |                  |
| 室内 |               |               |                  |                  |
| 60m  | 6秒65         | 1995年2月24日 | マルメ           | 元ノルウェー記録 |
| 100m | 10秒31        | 1996年2月12日 | タンペレ         | 元ノルウェー記録 |
| 200m | 20秒47        | 1997年2月23日 | バーミンガム     |                  |
| 200m | 20秒51        | 1995年2月19日 | リエヴァン       | ノルウェー記録   |

## 主要大会成績
備考欄の記録は当時のもの
| 年   | 大会                          | 場所               | 種目    | 結果    | 記録          | 備考           |
| ---- | ----------------------------- | ------------------ | ------- | ------- | ------------- | -------------- |
| 1987 | ヨーロッパジュニア選手権 (en) | バーミンガム       | 4x100mR | 予選    | 42秒42 (2走)  |                |
| 1989 | ヨーロッパ室内選手権 (en)     | デン・ハーグ       | 60m     | 予選    | 6秒99         |                |
| 1989 | ヨーロッパ室内選手権 (en)     | デン・ハーグ       | 200m    | 予選    | 22秒25        |                |
| 1990 | ヨーロッパ室内選手権 (en)     | グラスゴー         | 200m    | 準決勝  | 21秒68        |                |
| 1990 | ヨーロッパ選手権 (en)         | スプリト           | 100m    | 予選    | 10秒64 (-0.9) |                |
| 1990 | ヨーロッパ選手権 (en)         | スプリト           | 4x100mR | 予選    | DNF (2走)     |                |
| 1993 | 世界選手権                    | シュトゥットガルト | 200m    | 2次予選 | 20秒99 (+0.6) |                |
| 1994 | ヨーロッパ室内選手権 (en)     | パリ               | 200m    | 準決勝  | 21秒13        |                |
| 1994 | ヨーロッパ選手権 (en)         | ヘルシンキ         | 100m    | 2位     | 10秒20 (-0.5) |                |
| 1994 | ヨーロッパ選手権 (en)         | ヘルシンキ         | 200m    | 優勝    | 20秒30 (-0.1) | ノルウェー記録 |
| 1994 | ヨーロッパ選手権 (en)         | ヘルシンキ         | 4x100mR | 予選    | 39秒80 (3走)  |                |
| 1994 | ワールドカップ (en)           | ロンドン           | 200m    | 3位     | 20秒72 (-1.4) |                |
| 1995 | 世界室内選手権                | バルセロナ         | 200m    | 優勝    | 20秒58        |                |
| 1995 | 世界選手権                    | ヨーテボリ         | 200m    | 6位     | 20秒51 (+0.5) |                |
| 1995 | グランプリファイナル (en)     | モナコ             | 200m    | 7位     | 20秒56 (-0.3) |                |
| 1996 | オリンピック                  | アトランタ         | 200m    | 準決勝  | 20秒96 (+0.1) |                |
| 1997 | 世界室内選手権                | パリ               | 200m    | 準決勝  | DNS           |                |
| 1997 | 世界選手権                    | アテネ             | 200m    | 2次予選 | DNS           |                |
| 1997 | グランプリファイナル (en)     | 福岡               | 200m    | 5位     | 20秒50 (+0.3) |                |
| 1998 | ヨーロッパ選手権 (en)         | ブダペスト         | 100m    | 準決勝  | 10秒35 (+0.5) |                |
| 1998 | ヨーロッパ選手権 (en)         | ブダペスト         | 200m    | 4位     | 20秒78 (-1.0) |                |
| 1998 | ヨーロッパ選手権 (en)         | ブダペスト         | 4x100mR | 予選    | 39秒77 (4走)  |                |
| 2000 | オリンピック                  | シドニー           | 200m    | 2次予選 | 20秒65 (+0.3) |                |
| 2002 | ヨーロッパ選手権 (en)         | ミュンヘン         | 100m    | 2次予選 | 10秒41 (+0.5) |                |
| 2002 | ヨーロッパ選手権 (en)         | ミュンヘン         | 200m    | 準決勝  | 21秒21 (-0.5) |                |